# Adães
Adães ist eine Gemeinde (Freguesia) im nordportugiesischen Kreis Barcelos mit 755 Einwohnern (Stand 19. April 2021).

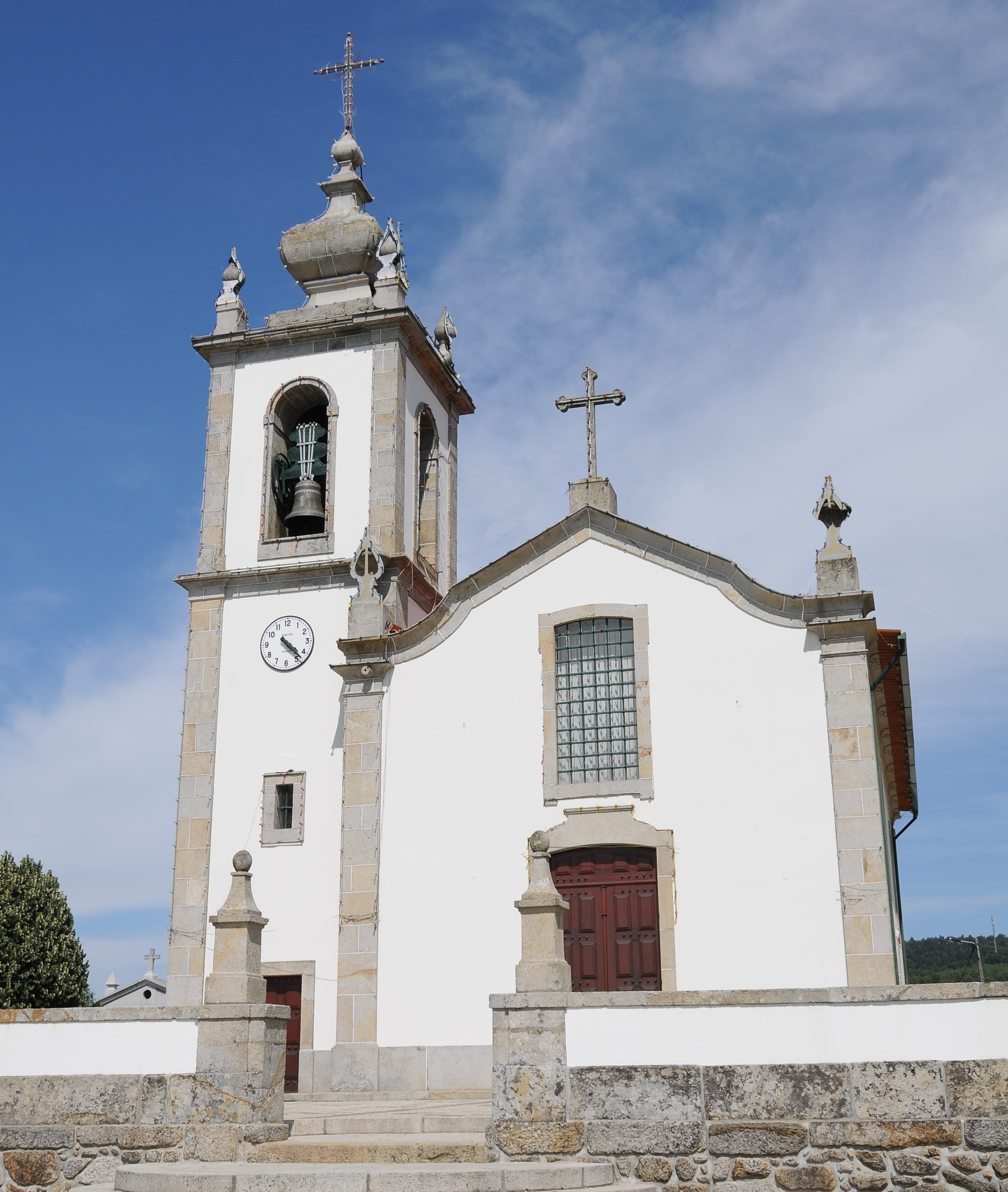
Kirche von Adães